# 川原田町 (栃木市)
川原田町（かわらだまち）は、栃木県栃木市の地名。郵便番号は328-0123。
　

## 地理
吹上地区南部に位置し、東は都賀町合戦場、西は吹上町・野中町、南は箱森町・大町、北は細堀町・木野地町・都賀町升塚と接している。

## 世帯数と人口
2017年（平成29年）8月31日現在の世帯数と人口は以下の通りである。
| 町丁     | 世帯数    | 人口    |
| -------- | --------- | ------- |
| 川原田町 | 1,645世帯 | 3,814人 |

## 施設
公共
- 栃木市総合運動公園
  - 栃木市総合運動公園体育館
  - 栃木市総合運動公園陸上競技場
  - 栃木市総合運動公園軟式野球場
  - 栃木市総合運動公園弓道場
  - 栃木市総合運動公園テニス場
  - 栃木市総合運動公園プール
  - 栃木市総合運動公園多目的広場

教育
- 栃木県南自動車学校

商業
- 栃木トヨタ栃木店
- ヤオハン川原田店

## 交通

### 道路
主要地方道
- 栃木県道37号栃木粟野線（粟野街道）

一般県道
- 栃木県道177号上久我栃木線

## 小・中学校の学区
市立小・中学校に通う場合、学区は以下の通りとなる。
| 番地 | 小学校             | 中学校             |
| ---- | ------------------ | ------------------ |
| 全域 | 栃木市立吹上小学校 | 栃木市立吹上中学校 |